# Rispapper
Rispapper är ett översiktligt begrepp som används för flera olika pappersliknande material från Östasien gjorda av olika växter. Exempel på detta är:
- Tunn skalad och torkad märg av tetrapanax papyrifer, ett ark-liknande pappersmaterial som i stor utsträckning användes i slutet av 1800-talet i Guangdong i Kina som ett vanligt underlag för gouachemålningar, vilka såldes till västerländska kunder. Termen definieras först i en kinesisk-engelsk ordbok av Robert Morrison, som hänvisade till användningen av den kinesiska medicinalväxten som material för målning, liksom för att göra konstgjorda blommor och skosulor.
- Xuanpapper gjort av pappersmullbär, ett traditionellt papper som har sitt ursprung i det antika Kina och har använts i århundraden i Kina, Japan, Korea och Vietnam för skrivpapper, konstverk och arkitektur.
- Olika massabaserade papper som kan göras av halm, ris eller andra växter, såsom hampa och bambu.
- Torkade stärkelseark av olika tjocklek eller textur. Dessa ätbara pappersark har vissa egenskaper liknande trämassapapper och kan göras av risstärkelse. De är kända som banh trang, som används i vietnamesiska köket.

Inga av dessa varianter av rispapper görs av risgryn.

## Pappersaralian
I Europa, i början av 1900-talet, blev en pappersliknande substans ursprungligen känd som rispapper, på grund av den felaktiga uppfattningen att den är gjord av ris. I själva verket består den av märgen av ett litet träd, tetrapanax papyrifer, pappersaralian.
Denna växer i sumpiga skogarna i Taiwan, och odlas även som en prydnadsväxt för sina stora, exotiska blad. För att producera papper, kokas grenar och befrias från bark. Den cylindriska kärnan i märg rullas på en hård plan yta mot en kniv, och blir då skuren i tunna skivor med en fin elfenbensliknande textur.
Färgat i olika färger, kommer detta rispapper i stor utsträckning till användning för framställning av konstgjorda blommor, medan de vita bladen används för akvarellmålningar. På grund av sin struktur är detta papper inte användbart som skrivpapper.

## Pappersmullbärsträdet

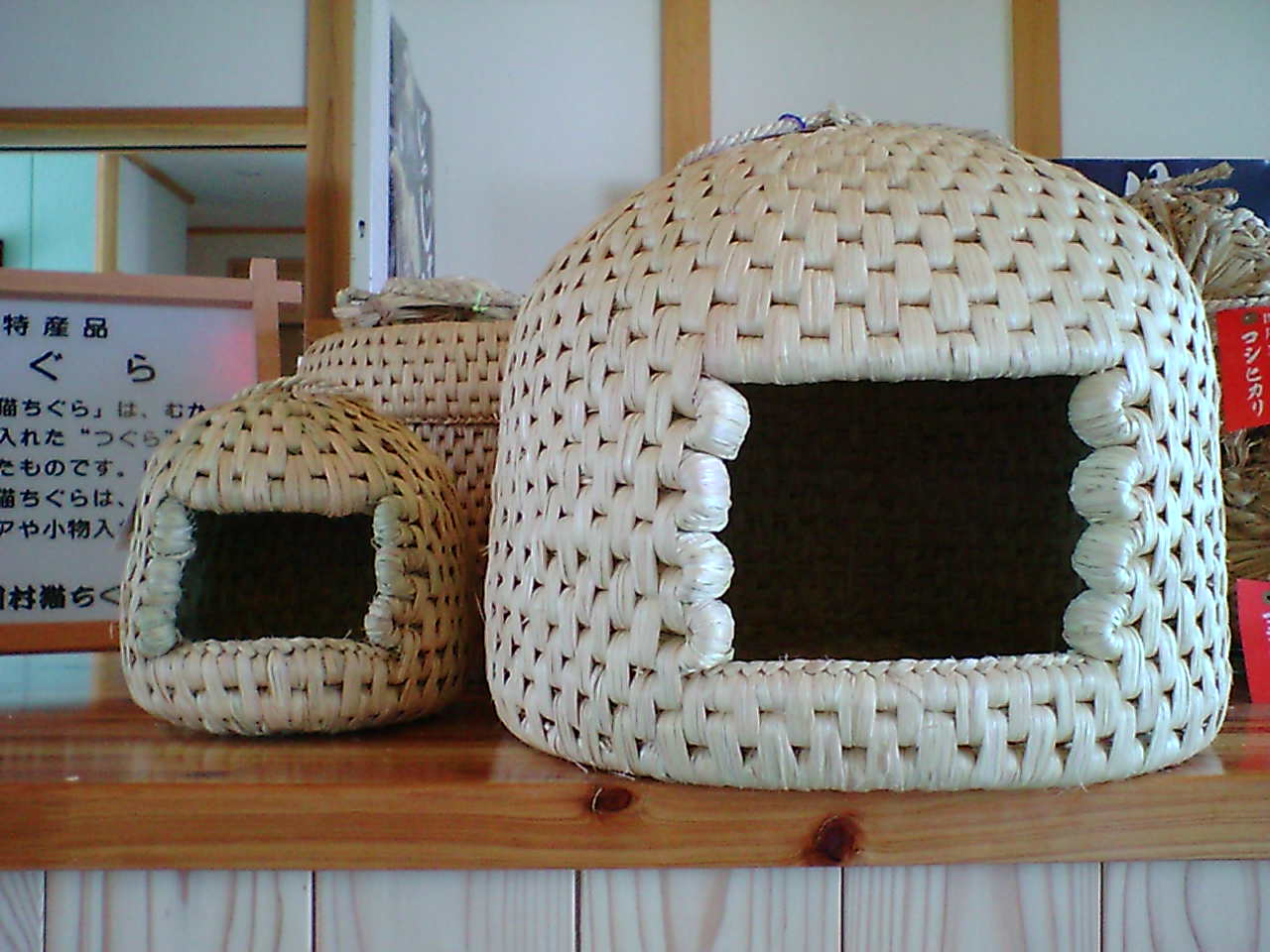
Neko Chigura, ett slags katthus gjort av rishalm.

Detta "rispapper", smidigt, tunt och starkt, används som ett omslag för ris, och är tillverkat av barkfibrer från pappersmullbärsträdet. Det används för origami, kalligrafi, pappersskärmar och kläder. Det är starkare än kommersiellt tillverkat trämassapapper. Mindre vanligt är papper framställt av rishalm.
Beroende på vilken typ av mullbärsträd som används är det benämnt kozo (Broussonetia papyrifera, pappersmullbärsträd), Gampi (Wikstroemia diplomorpha), eller Mitsumata (Edgeworthia chrysantha). Fibern kommer från barken av pappersmullbär, inte inre trä eller märg, och traditionellt tillverkas papperet för hand.

## Ätbara rispapper

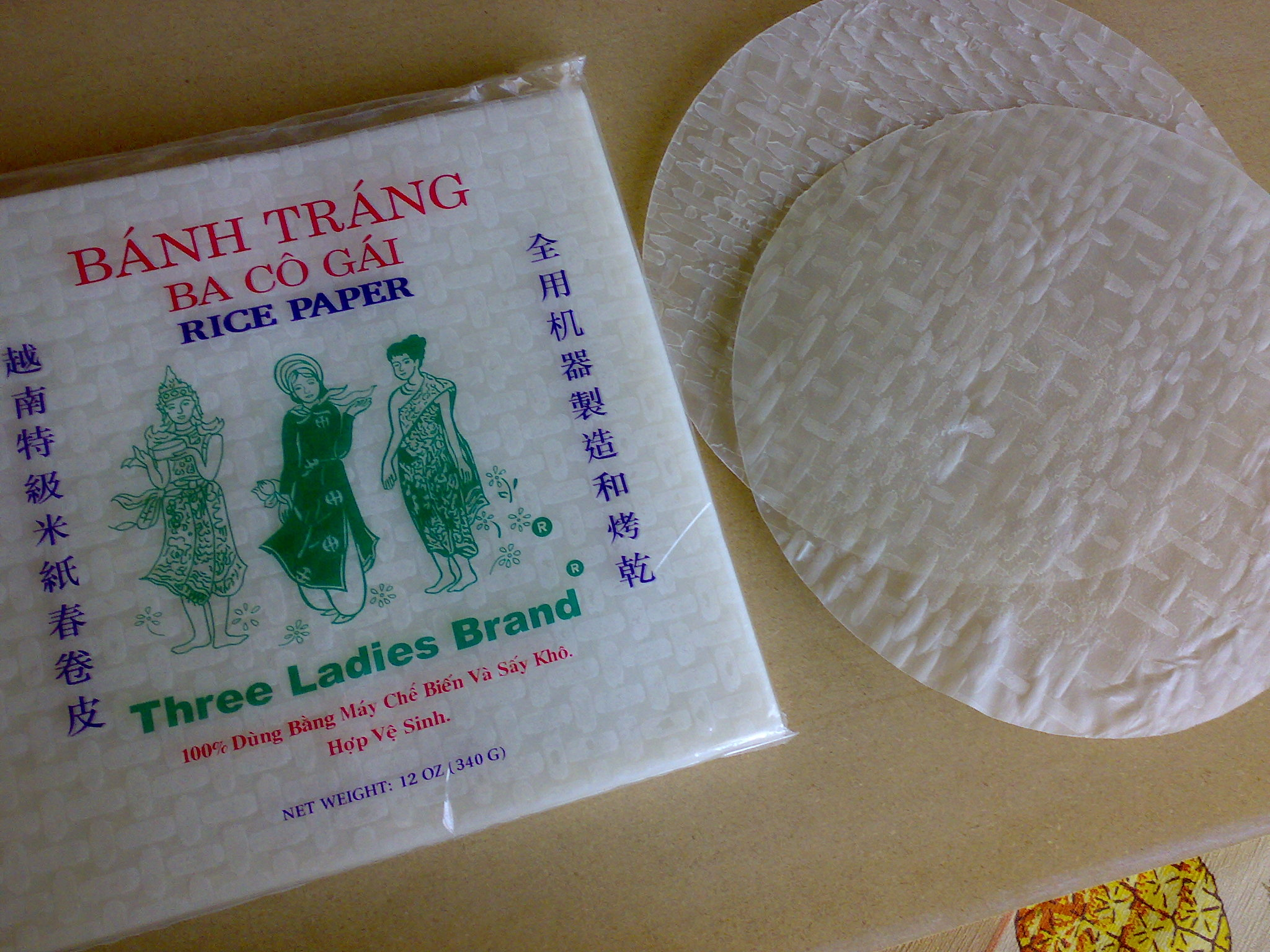
Rispapper.

Ätliga rispapper används för att göra färska sommarrullar (salladsrullar) eller stekta vårrullar i vietnamesiska köket, där rispapper kallas bánh trang eller báhn da nem. Ingredienser i ätliga rispapper inkluderar vitt rismjöl, tapiokamjöl, salt och vatten. Tapiokapulver gör rispapper klibbigt och smidigt. Det säljs oftast torkat i tunna, krispiga, genomskinliga runda blad som är inslagna i cellofan. Arken doppas en kort stund i varmt vatten för att mjukas upp, och sedan lindas de runt salta eller söta ingredienser.